# Kalocsai Zsuzsa
Kalocsai Zsuzsa (született Molnár Zsuzsanna, Balassagyarmat, 1962. augusztus 3. –) Jászai Mari-díjas magyar színésznő, operettprimadonna,  énekesnő, érdemes művész.

## Életpályája
Tanulmányait a Bartók Béla Konzervatórium ének szakán illetve a Színház- és Filmművészeti Főiskola operett-musical szakán végezte. Már hallgatóként is számos főszerepet játszott a Budapesti Operettszínházban. Első szerepe Kálmán Imre Marica grófnő című operettjének címszerepe volt. A Nagymező utcai teátrum a diploma megszerzése után (1989) azonnal szerződtette. Mind Magyarországon, mind külföldön nagy sikerrel játssza a legnépszerűbb operettek főszerepeit. Fellépett többek között Olaszországban, Franciaországban, Svájcban, Luxemburgban, Németországban, Izraelben, Japánban, Ausztriában, Dániában.

## Fontosabb szerepei
- Ábrahám Pál: Viktória – Viktória
- Ábrahám Pál: Bál a Savoyban – Madeleine/Tangolita
- Csemer Géza: Dobostorta – Hegyi Aranka
- Huszka Jenő: Mária főhadnagy – Farkasházy Antónia
- Jacobi Viktor: Sybill – Sybill
- Kálmán Imre: Csárdáskirálynő – Vereczky Szilvia; Cecília
- Kálmán Imre: Marica grófnő – Marica
- Kálmán Imre: Cirkuszhercegnő – Fedora
- Lehár Ferenc: A víg özvegy – Glavari Hanna
- Lehár Ferenc: Cigányszerelem – Zórika; Ilona
- Lehár Ferenc: Luxemburg grófja – Angéle Didier; Colette
- Molnár Ferenc: A doktor úr – Sárkányné
- Offenbach: Szép Heléna – Heléna
- Johann Strauss: A denevér – Rosalinda
- Johann Strauss: A cigánybáró – Szaffi
- Jacques Offenbach: Párizsi élet - Gondremark báróné
- Szirmai Albert: Mágnás Miska – Rolla, Stefánia
- Leo Fall: Madame Pompadour – Madame Pompadour
- Huszka Jenő: Lili bárónő – Illésházy Krisztina grófnő
- Gerard Presgurvic: Rómeó és Júlia – Dada
- Békeffi István–Fényes Szabolcs: Régi nyár – Mária
- Tolcsvay–Müller Péter–Müller Péter Sziámi: Isten pénze – Mrs. Cratchit
- Kodály Zoltán: Háry János – Császárné
- Vidovszky László: Nárcisz és Echo – Anya
- Kálmán Imre: A chicagói hercegnő – Lizaveta
- Jacques Offenbach: Kékszakáll - Clémentine
- Hadar Galron: MIKVE – Miki
- Darvas Benedek - Ádám Rita - Závada Péter - Maurice Maeterlinck: A kék madár - Fény
- Jerry Bock: Hegedűs a háztetőn – Golde
- Mitch Leigh: La Mancha lovagja – Házvezetőnő
- Várkonyi Mátyás: Dorian Gray – Queen Britannia
- Arthur Kopit–Maury Yeston: NINE/KILENC – Guido anyja
- Márkus Alfréd - Nóti Károly - Nádasi László - Nemlaha György: Maga lesz a férjem - Szabóné
- Huszka Jenő - Szilágyi László: Mária főhadnagy - Simonichné / Hercegné

## Díjai
- TZ-Rosen-Pries (Ezüstrózsa díj, 1992)
- Jászai Mari-díj (1995)
- Story Ötcsillag-díj – Érték-díj (2004)
- Az év operettszínésznője (2005, 2007)
- Érdemes művész (2008)
- Gundel művészeti díj, musical-operett (2008)[1]
- Osváth Júlia-emlékdíj (2010)
- A Magyar Érdemrend tisztikeresztje (2015)
- Musica Hungarica Kiadó Életmű díja[2] (2020)
- Honthy-díj ,  A legjobb női karakterszínész (2023)[3]